# Tập đoàn Chevron

Chart of the major energy companies dubbed "Big Oil" sorted by latest published revenue

Chevron Corporation (thường được gọi là Chevron) là một tập đoàn năng lượng đa quốc gia có trụ sở tại San Ramon, California và hoạt động tại hơn 180 quốc gia. 
Hoạt động của Chevron bao gồm thăm dò, khai thác và vận chuyển dầu thô và khí tự nhiên, lọc dầu, tiếp thị và phân phối nhiên liệu cho giao thông vận tải và các sản phẩm năng lượng khác, sản xuất và kinh doanh các sản phẩm hóa dầu, sản xuất điện năng và năng lượng địa nhiệt, cung cấp các giải pháp tiết kiệm năng lượng và phát triển các nguồn năng lượng cho tương lai như khí vi sinh và các dạng năng lượng tái sinh khác. Các sản phẩm của Chevron được cung cấp dưới 3 thương hiệu là Chevron, Texaco và Caltex.